# Ernst P. Gerber
Ernst Paul Gerber (* 14. November 1926 in Thun; † 9. Juni 2017) war ein Schweizer Journalist und Autor.
Gerber schrieb unter anderem für den Nebelspalter.